# Verbandsgemeinde Loreley
La comunità amministrativa Loreley (Verbandsgemeinde Loreley) si trova nel circondario di Reno-Lahn nella Renania-Palatinato, in Germania.
La comunità amministrativa, che comprende 22 comuni, è stata costituita a partire dal 1º luglio 2012 dall'unione delle comunità amministrative di Braubach e Loreley, la nuova comunità amministrativa ha inizialmente avuto il nome Verbandsgemeinde Braubach-Loreley, dal 1º dicembre 2012 ha assunto il nome di Verbandsgemeinde Loreley pur essendo un ente distinto dalla precedente comunità amministrativa omonima.

## Comuni
Fanno parte della comunità amministrativa i seguenti comuni:
| Comune, città            | Sup. (km²) | Abitanti |
| ------------------------ | ---------- | -------- |
| Auel                     | 2,65       | 184      |
| Bornich                  | 12,00      | 942      |
| Braubach, città          | 19,54      | 2 929    |
| Dachsenhausen            | 10,18      | 972      |
| Dahlheim                 | 6,82       | 800      |
| Dörscheid                | 8,65       | 390      |
| Filsen                   | 1,88       | 648      |
| Kamp-Bornhofen           | 11,37      | 1 579    |
| Kaub, città              | 12,98      | 829      |
| Kestert                  | 6,90       | 580      |
| Lierschied               | 5,95       | 482      |
| Lykershausen             | 3,35       | 231      |
| Nochern                  | 7,11       | 495      |
| Osterspai                | 13,00      | 1 279    |
| Patersberg               | 2,65       | 352      |
| Prath                    | 4,33       | 290      |
| Reichenberg              | 3,23       | 154      |
| Reitzenhain              | 5,66       | 344      |
| St. Goarshausen, città   | 7,00       | 1 288    |
| Sauerthal                | 3,57       | 140      |
| Weisel                   | 13,06      | 1 020    |
| Weyer                    | 6,00       | 455      |
| Verbandsgemeinde Loreley | 167,86     | 16 383   |

(Abitanti al 31 dicembre 2021)